# Okhotigone sounkyoensis
Okhotigone sounkyoensis är en spindelart som först beskrevs av Saito 1986.  Okhotigone sounkyoensis ingår i släktet Okhotigone och familjen täckvävarspindlar. Inga underarter finns listade i Catalogue of Life.